# Elecciones estatales de Durango de 1971
Las elecciones estatales de Durango de 1971 se llevó a cabo el domingo 4 de julio de 1971, y en ellas se renovaron los cargos de elección popular en el estado mexicano de Durango:
- 37 Ayuntamientos. Presentados por un Presidente Municipal y regidores, electo para un período inmediato de tres años no reelegibles de manera consecutiva.
- Diputados al Congreso. Electos realizados por mayoría de cada uno de los distritos electorales.

## Resultados Electorales

### Ayuntamientos

#### Ayuntamiento de Durango
- Maximiliano Silerio Esparza  Hecho

#### Ayuntamiento de Gómez Palacio
- Jesús Ibarra Rayas  Hecho